# Opération Jupons
Pour plus de détails, voir Fiche technique et Distribution.

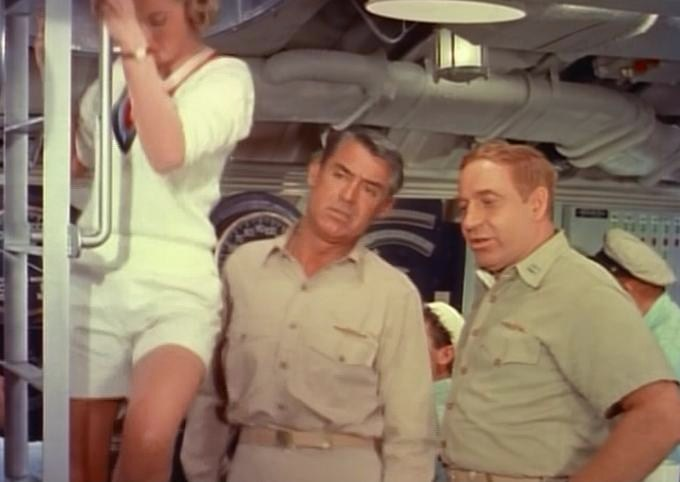
Dina Merrill, Cary Grant et Robert Gist

Opération Jupons (Operation Petticoat) est un film américain de Blake Edwards sorti en 1959.

## Synopsis
En décembre 1941, dans l'arsenal de Cavite, le sous-marin USS Sea Tiger (appelé « Tigre des Mers » dans la version française) est gravement endommagé (et même coulé à quai) dans les tout premiers jours de la guerre du Pacifique par un raid aérien japonais.  
En vue de lui faire reprendre le combat, son commandant (Matt Sherman) obtient de son chef d'escadrille (le capitaine de vaisseau J.B. Henderson) l'autorisation, sans toutefois disposer des moyens officiels, de réparer le sous-marin. Pour compléter l'état-major, déjà partiellement (et promptement) débarqué, tout comme l'équipage (puisque le bateau est considéré comme perdu) le capitaine de corvette Sherman est assisté par un jeune enseigne de vaisseau (de réserve) sans expérience et ingénu, mais particulièrement débrouillard, « Nick » Holden. Nommé par le commandant « officier d'approvisionnement » (et officier de détail), ce dernier, en s'affranchissant des pesanteurs administratives et règlementaires, déniche tout l'équipement nécessaire aux réparations, y compris un stock inutilisé de pots de peinture rouge et blanche pour repeindre le sous-marin. 
Provisoirement remis en état de naviguer, le Sea Tiger entreprend alors une traversée vers Darwin, en Australie (pour des travaux plus complets, et pour éviter de tomber aux mains des Japonais), via Cebu.
Sur sa route, le sous-marin se trouve inopinément contraint de relâcher dans l'île de Marinduque, où se trouvent cinq infirmières militaires (ayant rang d'officiers) abandonnées sur place à la suite d'un atterrissage de leur avion en panne. Elles sont alors recueillies à bord, y semant une perturbation et un émoi assez prévisibles dans l'équipage et l'état-major du sous-marin.

## Fiche technique
- Titre d'origine : Operation Petticoat
- Titre français : Opération jupons
- Réalisation : Blake Edwards
- Scénario : Stanley Shapiro et Maurice Richlin, d'après une histoire de Paul King et Joseph Stone
- Direction artistique : Alexander Golitzen et Robert E. Smith
- Décors : Russell A. Gausman et Oliver Emert
- Costumes : Bill Thomas
- Photographie : Russell Harlan et Clifford Stine (effets visuels)
- Son : Leslie I. Carey, Vernon W. Kramer
- Montage : Ted J. Kent et Frank Gross
- Musique : David Rose et Henry Mancini (non crédité)
- Production : Robert Arthur (en)
- Sociétés de production : Granart Company (États-Unis), Universal Pictures (États-Unis)
- Société de distribution : Universal Pictures
- Pays d'origine :  États-Unis
- Langue : anglais
- Budget : 23 000 000 $
- Format : couleur (Eastmancolor) – 35 mm – 1,85:1 – son monophonique (Westrex Recording System)
- Genre : Comédie militaire
- Durée : 120↔124[1] minutes
- Dates de sortie :
  -  États-Unis : 5 décembre 1959
  -  France : 16 mars 1960
- Mentions CNC : tous publics et art et essai (visa no 22753 délivré le 20 janvier 1960)
- Affiches : Reynold Brown (États-Unis), Constantin Belinsky (France)

## Distribution
- Cary Grant (VF : Jean Davy) : le capitaine de corvette (puis contre-amiral) Matt T. Sherman
- Tony Curtis (VF : Hubert Noël) : l'enseigne de vaisseau (puis capitaine de frégate) Nicholas Holden
- Joan O'Brien (VF : Arlette Thomas) : l'infirmière-lieutenant Dolores Crandall
- Dina Merrill : l'infirmière-lieutenant Barbara Duran
- Gene Evans (VF : Marcel Painvin) : le maître torpilleur (et « patron du pont ») « Mo » Molumphry
- Richard Sargent (VF : Guy Loriquet) : l'enseigne de vaisseau Stovall
- Virginia Gregg (VF : Jacqueline Porel) : l'infirmière-major Edna Heywood
- Robert F. Simon (VF : René Lebrun) : le capitaine de vaisseau J.B. Henderson
- Robert Gist (VF : Claude Bertrand) : le lieutenant de vaisseau Watson, officier en second (XO) du sous-marin
- Gavin MacLeod (VF : Pierre-Louis) : le secrétaire administratif Ernest Hunkle
- George Dunn (en) (VF : Jacques Beauchey) : « Le prophète »
- Dick Crockett (en) (VF : Philippe Mareuil) : le second-maître Harmon
- Madlyn Rhue : l'infirmière-lieutenant Reid
- Marion Ross (VF : Marcelle Lajeunesse): l'infirmière-lieutenant Colfax
- Clarence E. Lung (en) : le sergent (US Marine) Ramon Gillardo
- Frankie Darro (VF : Jean Berton) : Dooley, compagnon du pharmacien de 3e classe
- Tony Pastor Jr. (VF : Serge Lhorca) : Fox
- Robert Hoy (en) : Reiner
- Nicky Blair : le matelot Kraus
- John W. Morley : Williams
- Arthur O'Connell (VF : Marcel Bozzuffi) : Sam Tostin, adjoint du chef machine
- Hal Baylor : un sergent de la police militaire (non crédité)
- Dick Callinan (VF : Gérard Férat) : le lieutenant Morrison (non crédité)
- Francis De Sales (VF : Roland Ménard) : le capitaine Kress (non crédité)
- Kirk Douglas : le matelot soudeur (non crédité)
- Alan Scott : le chef des destructions
- Paul Frees (VF : Pierre Morin) : le colonel en Jeep à Cebu (non crédité)
- James Lanphier (VF : Jacques Beauchey) : le lieutenant commander Daly (non crédité)
- Nelson Leigh (VF : Maurice Dorléac) : l'amiral (capitaine en VF) Koenig (non crédité)

## Accueil

### Critiques
Si le film pouvait être considéré comme une comédie légère en 1959, elle s'alourdit passablement à l'époque de #MeToo, telle cette réplique de Cary Grant : « Quand une fille a moins de 21 ans, elle est protégée par la loi. Quand elle a passé 65 ans, elle est protégée par la nature. Et entre ces deux âges, elle se défend bien. »
En 1997, pour Libération, si le film annonce le talent de Blake Edwards qui explosera dans The Party ou les Panthère rose, il brille par son mauvais goût (délibéré ?) :
En 2001, Le Monde resitue déjà Opération Jupons dans le contexte de 1959 :
En 2020, L'Obs préfère malgré tout s'en tenir aux gags et au loufoque du réalisateur de Breakfast by Tiffany :

## Autour du film
Tony Curtis tient le rôle du fumiste confronté à des sous-mariniers sérieux, alors que, pendant la Seconde Guerre mondiale, il a servi dans l'US Navy entre 1942 et 1945, à bord du ravitailleur de sous-marins USS Proteus (en).

## Article annexe
- Sous-marins au cinéma et à la télévision